# Phase de groupes de la Ligue Europa 2012-2013
Cet article présente les résultats détaillés de la phase de groupes de l'édition 2012-2013 de la Ligue Europa.

## Qualification et répartition
Selon le règlement, une place est prévue au tenant du titre, dix à chacun des perdants des barrages de la Ligue des champions, et trente-sept à chacun des vainqueurs des barrages de la Ligue Europa. L'Atlético de Madrid est le vainqueur de l'édition précédente.
Les 48 équipes sont réparties en douze groupes de quatre et s'affrontent dans des mini-championnats similaires aux groupes de la Ligue des champions. Les deux meilleures équipes de chaque groupe, soit un total de vingt-quatre équipes, se qualifient pour les seizièmes de finale où elles sont rejointes par les huit repêchés de la phase de groupes de la Ligue des champions 2012-2013. Les 4 meilleurs repêchés et les 12 premiers des groupes joueront le match retour des seizièmes de finale à domicile.
Pour la répartition des clubs dans les douze groupes, l'UEFA s'est servie du coefficient UEFA. Les 48 équipes sont réparties par niveau en quatre pots. Un groupe est composé d'une équipe provenant de chaque pot.
| Groupe | Pot 1                  | Pot 2            | Pot 3                    | Pot 4                      |
| ------ | ---------------------- | ---------------- | ------------------------ | -------------------------- |
| A      | Liverpool              | Udinese          | Young Boys Berne         | Anji Makhatchkala          |
| B      | Atlético de Madrid     | Hapoël Tel-Aviv  | Viktoria Plzeň           | Académica de Coimbra       |
| C      | Olympique de Marseille | Fenerbahçe SK    | Borussia Mönchengladbach | AEL Limassol               |
| D      | Girondins de Bordeaux  | Club Bruges      | Newcastle United         | CS Marítimo                |
| E      | VfB Stuttgart          | FC Copenhague    | Steaua Bucarest          | Molde FK                   |
| F      | PSV Eindhoven          | Naples           | FK Dnipro                | AIK Solna                  |
| G      | Sporting Portugal      | FC Bâle          | KRC Genk                 | Videoton                   |
| H      | Inter Milan            | Rubin Kazan      | Partizan Belgrade        | Neftchi Bakou              |
| I      | Olympique lyonnais     | Athletic Bilbao  | Sparta Prague            | Hapoël Ironi Kiryat Shmona |
| J      | Tottenham              | Panathinaikos    | Lazio Rome               | NK Maribor                 |
| K      | Bayer Leverkusen       | Metalist Kharkiv | Rosenborg                | Rapid Vienne               |
| L      | FC Twente              | Hanovre 96       | Levante                  | Helsingborgs IF            |

## Critères de départage
Si deux équipes ou plus sont à égalité de points à l'issue des matchs de groupe, les critères suivants sont appliqués dans l'ordre pour départager :
1. plus grand nombre de points « particuliers » (obtenus dans les matchs de groupe disputés entre les équipes concernées) ;
2. meilleure différence de buts « particulière » (dans les matchs de groupe disputés entre les équipes concernées) ;
3. plus grand nombre de buts marqués à l’extérieur dans les matchs de groupe disputés entre les équipes concernées ;
4. meilleure différence de buts sur tous les matchs de groupe ;
5. plus grand nombre de buts marqués ;
6. plus grand nombre de points au coefficient UEFA.

Légende des classements
- Qualification pour les seizièmes de finale

Légende des résultats
- Victoire à domicile
- Match nul
- Victoire à l'extérieur

## Groupe A
| Rang | Équipe            | Pts | J | G | N | P | Bp | Bc | Diff |  | Résultats (▼ dom., ► ext.) |     |     |     |     |
| ---- | ----------------- | --- | - | - | - | - | -- | -- | ---- |  | -------------------------- | --- | --- | --- | --- |
| 1    | Liverpool         | 10  | 6 | 3 | 1 | 2 | 11 | 9  | +2   |  | Liverpool                  |     | 1-0 | 2-2 | 2-3 |
| 2    | Anji Makhatchkala | 10  | 6 | 3 | 1 | 2 | 7  | 5  | +2   |  | Anji Makhatchkala          | 1-0 |     | 2-0 | 2-0 |
| 3    | Young Boys Berne  | 10  | 6 | 3 | 1 | 2 | 14 | 13 | +1   |  | Young Boys Berne           | 3-5 | 3-1 |     | 3-1 |
| 4    | Udinese           | 4   | 6 | 1 | 1 | 4 | 7  | 12 | -5   |  | Udinese                    | 0-1 | 1-1 | 2-3 |     |

| 1re journée                    | Young Boys Berne                     | 3 - 5   | Liverpool                                                  | Stade de Suisse, Berne                               |                                                      |
| 20 septembre 2012 19h00 (CEST) | Nuzzolo 38e · Ojala 58e · Zárate 63e | (1 - 2) | 3e (csc) Ojala · 41e Wisdom · 67e Coates · 76e 88e Shelvey | Spectateurs : 31 120 Arbitrage : Michael Koukoulakis | Spectateurs : 31 120 Arbitrage : Michael Koukoulakis |
| 20 septembre 2012 19h00 (CEST) | Rapport                              |         |                                                            | Spectateurs : 31 120 Arbitrage : Michael Koukoulakis | Spectateurs : 31 120 Arbitrage : Michael Koukoulakis |

|  | Udinese         | 1 - 1   | Anji Makhatchkala | Stade Friuli, Udine                           |                                               |
|  | Di Natale 90+2e | (0 - 1) | 44e Traore        | Spectateurs : 7 220 Arbitrage : Hüseyin Göçek | Spectateurs : 7 220 Arbitrage : Hüseyin Göçek |
|  | Rapport         |         |                   | Spectateurs : 7 220 Arbitrage : Hüseyin Göçek | Spectateurs : 7 220 Arbitrage : Hüseyin Göçek |

| 2e journée                  | Anji Makhatchkala      | 2 - 0   | Young Boys Berne | Stade Lokomotiv, Moscou                       |                                               |
| 4 octobre 2012 18h00 (CEST) | Eto'o 62e (pen.) 90+1e | (0 - 0) |                  | Spectateurs : 10 000 Arbitrage : Felix Zwayer | Spectateurs : 10 000 Arbitrage : Felix Zwayer |
| 4 octobre 2012 18h00 (CEST) | Rapport                |         |                  | Spectateurs : 10 000 Arbitrage : Felix Zwayer | Spectateurs : 10 000 Arbitrage : Felix Zwayer |

|              | Liverpool                | 2 - 3   | Udinese                                         | Anfield, Liverpool                                  |                                                     |
| 21h05 (CEST) | Shelvey 23e · Suárez 75e | (1 - 0) | 46e Di Natale · 70e (csc) Coates · 72e Pasquale | Spectateurs : 40 092 Arbitrage : Stefan Johannesson | Spectateurs : 40 092 Arbitrage : Stefan Johannesson |
| 21h05 (CEST) | Rapport                  |         |                                                 | Spectateurs : 40 092 Arbitrage : Stefan Johannesson | Spectateurs : 40 092 Arbitrage : Stefan Johannesson |

| 3e journée                   | Liverpool   | 1 - 0   | Anji Makhatchkala | Anfield, Liverpool                           |                                              |
| 25 octobre 2012 21h05 (CEST) | Downing 23e | (1 - 0) |                   | Spectateurs : 39 358 Arbitrage : Bas Nijhuis | Spectateurs : 39 358 Arbitrage : Bas Nijhuis |
| 25 octobre 2012 21h05 (CEST) | Rapport     |         |                   | Spectateurs : 39 358 Arbitrage : Bas Nijhuis | Spectateurs : 39 358 Arbitrage : Bas Nijhuis |

|  | Young Boys Berne              | 3 - 1   | Udinese  | Stade de Suisse, Berne                          |                                                 |
|  | Bobadilla 4e, 71e, 81e (pen.) | (1 - 0) | 74e Coda | Spectateurs : 20 143 Arbitrage : Clément Turpin | Spectateurs : 20 143 Arbitrage : Clément Turpin |
|  | Rapport                       |         |          | Spectateurs : 20 143 Arbitrage : Clément Turpin | Spectateurs : 20 143 Arbitrage : Clément Turpin |

| 4e journée                  | Anji Makhatchkala | 1 - 0   | Liverpool | Stade Lokomotiv, Moscou                                   |                                                           |
| 8 novembre 2012 18h00 (CET) | Traoré 45+1e      | (1 - 0) |           | Spectateurs : 15 000 Arbitrage : David Fernández Borbalán | Spectateurs : 15 000 Arbitrage : David Fernández Borbalán |
| 8 novembre 2012 18h00 (CET) | Rapport           |         |           | Spectateurs : 15 000 Arbitrage : David Fernández Borbalán | Spectateurs : 15 000 Arbitrage : David Fernández Borbalán |

|             | Udinese                      | 2 - 3   | Young Boys Berne                           | Stade Friuli, Udine                            |                                                |
| 19h00 (CET) | Di Natale 47e · Fabbrini 75e | (0 - 1) | 27e Bobadilla · 65e Farnerud · 73e Nuzzolo | Spectateurs : 13 000 Arbitrage : Kristo Tohver | Spectateurs : 13 000 Arbitrage : Kristo Tohver |
| 19h00 (CET) | Rapport                      |         |                                            | Spectateurs : 13 000 Arbitrage : Kristo Tohver | Spectateurs : 13 000 Arbitrage : Kristo Tohver |

| 5e journée                   | Anji Makhatchkala     | 2 - 0   | Udinese | Stade Lokomotiv, Moscou    |                            |
| 22 novembre 2012 18h00 (CET) | Samba 72e · Eto'o 75e | (0 - 0) |         | Arbitrage : Serge Gumienny | Arbitrage : Serge Gumienny |
| 22 novembre 2012 18h00 (CET) | Rapport               |         |         | Arbitrage : Serge Gumienny | Arbitrage : Serge Gumienny |

|             | Liverpool              | 2 - 2   | Young Boys Berne             | Anfield, Liverpool                          |                                             |
| 21h05 (CET) | Shelvey 33e · Cole 72e | (1 - 0) | 52e Bobadilla · 88e Zverotić | Spectateurs : 37 810 Arbitrage : Alon Yefet | Spectateurs : 37 810 Arbitrage : Alon Yefet |
| 21h05 (CET) | Rapport                |         |                              | Spectateurs : 37 810 Arbitrage : Alon Yefet | Spectateurs : 37 810 Arbitrage : Alon Yefet |

| 6e journée                  | Young Boys Berne                         | 3 - 1   | Anji Makhatchkala | Stade de Suisse, Berne                     |                                            |
| 6 décembre 2012 19h00 (CET) | Zárate 38e · Costanzo 52e · González 90e | (1 - 1) | 45+2e Ahmedov     | Spectateurs : 17 132 Arbitrage : Matej Jug | Spectateurs : 17 132 Arbitrage : Matej Jug |
| 6 décembre 2012 19h00 (CET) | Rapport                                  |         |                   | Spectateurs : 17 132 Arbitrage : Matej Jug | Spectateurs : 17 132 Arbitrage : Matej Jug |

|  | Udinese | 0 - 1   | Liverpool     | Stadio Friuli, Udine                          |                                               |
|  |         | (0 - 1) | 23e Henderson | Spectateurs : 12 000 Arbitrage : Duarte Gomes | Spectateurs : 12 000 Arbitrage : Duarte Gomes |
|  | Rapport |         |               | Spectateurs : 12 000 Arbitrage : Duarte Gomes | Spectateurs : 12 000 Arbitrage : Duarte Gomes |

## Groupe B
| Rang | Équipe               | Pts | J | G | N | P | Bp | Bc | Diff |  | Résultats (▼ dom., ► ext.) |     |     |     |     |
| ---- | -------------------- | --- | - | - | - | - | -- | -- | ---- |  | -------------------------- | --- | --- | --- | --- |
| 1    | Viktoria Plzeň       | 13  | 6 | 4 | 1 | 1 | 11 | 4  | +7   |  | Viktoria Plzeň             |     | 1-0 | 3-1 | 4-0 |
| 2    | Atlético de Madrid   | 12  | 6 | 4 | 0 | 2 | 7  | 4  | +3   |  | Atlético de Madrid         | 1-0 |     | 2-1 | 1-0 |
| 3    | Académica de Coimbra | 5   | 6 | 1 | 2 | 3 | 6  | 9  | -3   |  | Académica de Coimbra       | 1-1 | 2-0 |     | 1-1 |
| 4    | Hapoël Tel-Aviv      | 4   | 6 | 1 | 1 | 4 | 4  | 11 | -7   |  | Hapoël Tel-Aviv            | 1-2 | 0-3 | 2-0 |     |

| 1re journée                    | Hapoël Tel-Aviv | 0 - 3   | Atlético de Madrid                   | Bloomfield Stadium, Tel-Aviv                    |                                                 |
| 20 septembre 2012 19h00 (CEST) |                 | (0 - 2) | 37e Rodríguez · 40e Costa · 63e Raúl | Spectateurs : 12 000 Arbitrage : Pol van Boekel | Spectateurs : 12 000 Arbitrage : Pol van Boekel |
| 20 septembre 2012 19h00 (CEST) | Rapport         |         |                                      | Spectateurs : 12 000 Arbitrage : Pol van Boekel | Spectateurs : 12 000 Arbitrage : Pol van Boekel |

|  | Viktoria Plzeň                      | 3 - 1   | Académica de Coimbra | Stadion města Plzně, Plzeň                     |                                                |
|  | Hora 47e · Ďuriš 58e · Rajtoral 80e | (0 - 1) | 19e Eduardo          | Spectateurs : 10 848 Arbitrage : Hannes Kaasik | Spectateurs : 10 848 Arbitrage : Hannes Kaasik |
|  | Rapport                             |         |                      | Spectateurs : 10 848 Arbitrage : Hannes Kaasik | Spectateurs : 10 848 Arbitrage : Hannes Kaasik |

| 2e journée                  | Académica de Coimbra | 1 - 1   | Hapoël Tel-Aviv | Stade municipal de Coimbra, Coimbra            |                                                |
| 4 octobre 2012 21h05 (CEST) | Cissé 47e            | (0 - 0) | 90+2e Damari    | Spectateurs : 5 676 Arbitrage : Stephan Studer | Spectateurs : 5 676 Arbitrage : Stephan Studer |
| 4 octobre 2012 21h05 (CEST) | Rapport              |         |                 | Spectateurs : 5 676 Arbitrage : Stephan Studer | Spectateurs : 5 676 Arbitrage : Stephan Studer |

|  | Atlético de Madrid | 1 - 0   | Viktoria Plzeň | Stade Vicente Calderón, Madrid                  |                                                 |
|  | Rodríguez 90+3e    | (0 - 0) |                | Spectateurs : 19 772 Arbitrage : Antony Gautier | Spectateurs : 19 772 Arbitrage : Antony Gautier |
|  | Rapport            |         |                | Spectateurs : 19 772 Arbitrage : Antony Gautier | Spectateurs : 19 772 Arbitrage : Antony Gautier |

| 3e journée                   | Atlético de Madrid    | 2 - 1   | Académica de Coimbra | Stade Vicente Calderón, Madrid                |                                               |
| 25 octobre 2012 21h05 (CEST) | Costa 48e · Ďuriš 67e | (0 - 0) | 85e Cissé            | Spectateurs : 15 749 Arbitrage : Bobby Madden | Spectateurs : 15 749 Arbitrage : Bobby Madden |
| 25 octobre 2012 21h05 (CEST) | Rapport               |         |                      | Spectateurs : 15 749 Arbitrage : Bobby Madden | Spectateurs : 15 749 Arbitrage : Bobby Madden |

|  | Hapoël Tel-Aviv | 1 - 2   | Viktoria Plzeň               | Bloomfield Stadium, Tel-Aviv                  |                                               |
|  | Maman 19e       | (1 - 1) | 45+1e Horváth · 55e Rajtoral | Spectateurs : 12 248 Arbitrage : Felix Zwayer | Spectateurs : 12 248 Arbitrage : Felix Zwayer |
|  | Rapport         |         |                              | Spectateurs : 12 248 Arbitrage : Felix Zwayer | Spectateurs : 12 248 Arbitrage : Felix Zwayer |

| 4e journée                  | Académica de Coimbra           | 2 - 0   | Atlético de Madrid | Stade municipal de Coimbra, Coimbra |                         |
| 8 novembre 2012 19h00 (CET) | Wilson Eduardo 28e, 70e (pen.) | (1 - 0) |                    | Arbitrage : Lee Probert             | Arbitrage : Lee Probert |
| 8 novembre 2012 19h00 (CET) | Rapport                        |         |                    | Arbitrage : Lee Probert             | Arbitrage : Lee Probert |

|  | Viktoria Plzeň                          | 4 - 0   | Hapoël Tel-Aviv | Stadion města Plzně, Plzeň                         |                                                    |
|  | Kolář 23e, 76e · Štípek 39e · Bakoš 84e | (2 - 0) |                 | Spectateurs : 11 389 Arbitrage : Stanislav Todorov | Spectateurs : 11 389 Arbitrage : Stanislav Todorov |
|  | Rapport                                 |         |                 | Spectateurs : 11 389 Arbitrage : Stanislav Todorov | Spectateurs : 11 389 Arbitrage : Stanislav Todorov |

| 5e journée                   | Atlético de Madrid | 1 - 0   | Hapoël Tel-Aviv | Stade Vicente Calderón, Madrid |                            |
| 22 novembre 2012 21h05 (CET) | Garcia 7e          | (1 - 0) |                 | Arbitrage : Martin Hansson     | Arbitrage : Martin Hansson |
| 22 novembre 2012 21h05 (CET) | Rapport            |         |                 | Arbitrage : Martin Hansson     | Arbitrage : Martin Hansson |

|  | Académica de Coimbra | 1 - 1   | Viktoria Plzeň     | Stade municipal de Coimbra, Coimbra |                           |
|  | Edinho 88e (pen.)    | (0 - 0) | 57e (pen.) Horvath | Arbitrage : Marcin Borski           | Arbitrage : Marcin Borski |
|  | Rapport              |         |                    | Arbitrage : Marcin Borski           | Arbitrage : Marcin Borski |

| 6e journée                  | Hapoël Tel-Aviv      | 2 - 0   | Académica de Coimbra | Bloomfield Stadium, Tel-Aviv      |                                   |
| 6 décembre 2012 19h00 (CET) | Mare 56e · Maman 80e | (0 - 0) |                      | Arbitrage : Aleksei Nikolaev (en) | Arbitrage : Aleksei Nikolaev (en) |
| 6 décembre 2012 19h00 (CET) | Rapport              |         |                      | Arbitrage : Aleksei Nikolaev (en) | Arbitrage : Aleksei Nikolaev (en) |

|  | Viktoria Plzeň | 1 - 0   | Atlético de Madrid | Stadion města Plzně, Plzeň     |                                |
|  | Procházka 26e  | (1 - 0) |                    | Arbitrage : Kristinn Jakobsson | Arbitrage : Kristinn Jakobsson |
|  | Rapport        |         |                    | Arbitrage : Kristinn Jakobsson | Arbitrage : Kristinn Jakobsson |

## Groupe C
| Rang | Équipe                   | Pts | J | G | N | P | Bp | Bc | Diff |  | Résultats (▼ dom., ► ext.) |     |     |     |     |
| ---- | ------------------------ | --- | - | - | - | - | -- | -- | ---- |  | -------------------------- | --- | --- | --- | --- |
| 1    | Fenerbahçe               | 13  | 6 | 4 | 1 | 1 | 10 | 7  | +3   |  | Fenerbahçe                 |     | 0-3 | 2-2 | 2-0 |
| 2    | Borussia Mönchengladbach | 11  | 6 | 3 | 2 | 1 | 11 | 6  | +5   |  | Borussia Mönchengladbach   | 2-4 |     | 2-0 | 2-0 |
| 3    | Olympique de Marseille   | 5   | 6 | 1 | 2 | 3 | 9  | 11 | -2   |  | Olympique de Marseille     | 0-1 | 2-2 |     | 5-1 |
| 4    | AEL Limassol             | 4   | 6 | 1 | 1 | 4 | 4  | 10 | -6   |  | AEL Limassol               | 0-1 | 0-0 | 3-0 |     |

| 1re journée                    | AEL Limassol | 0 - 0   | Borussia Mönchengladbach | Stade GSP, Nicosie                           |                                              |
| 20 septembre 2012 19h00 (CEST) |              | (0 - 0) |                          | Spectateurs : 8 500 Arbitrage : Duarte Gomes | Spectateurs : 8 500 Arbitrage : Duarte Gomes |
| 20 septembre 2012 19h00 (CEST) | Rapport      |         |                          | Spectateurs : 8 500 Arbitrage : Duarte Gomes | Spectateurs : 8 500 Arbitrage : Duarte Gomes |

|  | Fenerbahçe           | 2 - 2   | Olympique de Marseille    | Stade Şükrü Saracoğlu, Istanbul             |                                             |
|  | Erkin 28e · Alex 57e | (1 - 0) | 83e Valbuena · 90+4e Ayew | Spectateurs : 47 000 Arbitrage : Ivan Bebek | Spectateurs : 47 000 Arbitrage : Ivan Bebek |
|  | Rapport              |         |                           | Spectateurs : 47 000 Arbitrage : Ivan Bebek | Spectateurs : 47 000 Arbitrage : Ivan Bebek |

| 2e journée                  | Olympique de Marseille                               | 5 - 1   | AEL Limassol | Stade Vélodrome, Marseille                   |                                              |
| 4 octobre 2012 21h05 (CEST) | Fanni 42e · Mendes 61e · Rémy 76e 90+3e · Gignac 90e | (1 - 1) | 22e Ouon     | Spectateurs : 12 746 Arbitrage : Tony Asumaa | Spectateurs : 12 746 Arbitrage : Tony Asumaa |
| 4 octobre 2012 21h05 (CEST) | Rapport                                              |         |              | Spectateurs : 12 746 Arbitrage : Tony Asumaa | Spectateurs : 12 746 Arbitrage : Tony Asumaa |

|  | Borussia Mönchengladbach     | 2 - 4   | Fenerbahçe                                 | Borussia-Park, Mönchengladbach                     |                                                    |
|  | de Jong 18e · De Camargo 74e | (1 - 2) | 25e 87e Cristian · 40e Meireles · 71e Kuyt | Spectateurs : 46 297 Arbitrage : Fernando Teixeira | Spectateurs : 46 297 Arbitrage : Fernando Teixeira |
|  | Rapport                      |         |                                            | Spectateurs : 46 297 Arbitrage : Fernando Teixeira | Spectateurs : 46 297 Arbitrage : Fernando Teixeira |

| 3e journée                   | Borussia Mönchengladbach | 2 - 0   | Olympique de Marseille | Borussia-Park, Mönchengladbach                  |                                                 |
| 25 octobre 2012 21h05 (CEST) | Daems 33e · Mlapa 67e    | (1 - 0) |                        | Spectateurs : 45 000 Arbitrage : Serge Gumienny | Spectateurs : 45 000 Arbitrage : Serge Gumienny |
| 25 octobre 2012 21h05 (CEST) | Rapport                  |         |                        | Spectateurs : 45 000 Arbitrage : Serge Gumienny | Spectateurs : 45 000 Arbitrage : Serge Gumienny |

|  | AEL Limassol | 0 - 1   | Fenerbahçe  | Stade GSP, Nicosie                                  |                                                     |
|  |              | (0 - 0) | 72e Korkmaz | Spectateurs : 9 287 Arbitrage : Alexandru Dan Tudor | Spectateurs : 9 287 Arbitrage : Alexandru Dan Tudor |
|  | Rapport      |         |             | Spectateurs : 9 287 Arbitrage : Alexandru Dan Tudor | Spectateurs : 9 287 Arbitrage : Alexandru Dan Tudor |

| 4e journée                  | Olympique de Marseille   | 2 - 2   | Borussia Mönchengladbach | Stade Vélodrome, Marseille                     |                                                |
| 8 novembre 2012 19h00 (CET) | Barton 54e · J. Ayew 67e | (0 - 1) | 20e Hanke · 90+3e Arango | Spectateurs : 15 775 Arbitrage : Ivan Kružliak | Spectateurs : 15 775 Arbitrage : Ivan Kružliak |
| 8 novembre 2012 19h00 (CET) | Rapport                  |         |                          | Spectateurs : 15 775 Arbitrage : Ivan Kružliak | Spectateurs : 15 775 Arbitrage : Ivan Kružliak |

|  | Fenerbahçe         | 2 - 0   | AEL Limassol | Stade Şükrü Saracoğlu, Istanbul                     |                                                     |
|  | Kuyt 11e · Sow 41e | (2 - 0) |              | Spectateurs : 33 284 Arbitrage : Kristinn Jakobsson | Spectateurs : 33 284 Arbitrage : Kristinn Jakobsson |
|  | Rapport            |         |              | Spectateurs : 33 284 Arbitrage : Kristinn Jakobsson | Spectateurs : 33 284 Arbitrage : Kristinn Jakobsson |

| 5e journée                   | Borussia Mönchengladbach | 2 - 0   | AEL Limassol | Borussia-Park, Mönchengladbach |                          |
| 22 novembre 2012 21h05 (CET) | de Camargo 79e 90+1e     | (0 - 0) |              | Arbitrage : Bobby Madden       | Arbitrage : Bobby Madden |
| 22 novembre 2012 21h05 (CET) | Rapport                  |         |              | Arbitrage : Bobby Madden       | Arbitrage : Bobby Madden |

|  | Olympique de Marseille | 0 - 1   | Fenerbahçe  | Stade Vélodrome, Marseille  |                             |
|  |                        | (0 - 1) | 39e İrtegün | Arbitrage : Martin Atkinson | Arbitrage : Martin Atkinson |
|  | Rapport                |         |             | Arbitrage : Martin Atkinson | Arbitrage : Martin Atkinson |

| 6e journée                  | AEL Limassol                     | 3 - 0   | Olympique de Marseille | Stade GSP, Nicosie               |                                  |
| 6 décembre 2012 19h00 (CET) | Sá 41e · Edmar 79e · Dickson 82e | (1 - 0) |                        | Arbitrage : Robert Schörgenhofer | Arbitrage : Robert Schörgenhofer |
| 6 décembre 2012 19h00 (CET) | Rapport                          |         |                        | Arbitrage : Robert Schörgenhofer | Arbitrage : Robert Schörgenhofer |

|  | Fenerbahçe | 0 - 3   | Borussia Mönchengladbach                        | Stade Şükrü Saracoğlu, Istanbul |                             |
|  |            | (0 - 2) | 23e Ciğerci · 28e (pen.) Hanke · 79e L. de Jong | Arbitrage : Manuel De Sousa     | Arbitrage : Manuel De Sousa |
|  | Rapport    |         |                                                 | Arbitrage : Manuel De Sousa     | Arbitrage : Manuel De Sousa |

## Groupe D
| Rang | Équipe                | Pts | J | G | N | P | Bp | Bc | Diff |  | Résultats (▼ dom., ► ext.) |     |     |     |     |
| ---- | --------------------- | --- | - | - | - | - | -- | -- | ---- |  | -------------------------- | --- | --- | --- | --- |
| 1    | Girondins de Bordeaux | 13  | 6 | 4 | 1 | 1 | 10 | 5  | +5   |  | Girondins de Bordeaux      |     | 2-0 | 1-0 | 4-0 |
| 2    | Newcastle United      | 9   | 6 | 2 | 3 | 1 | 7  | 5  | +2   |  | Newcastle United           | 3-0 |     | 1-1 | 1-0 |
| 3    | CS Marítimo           | 6   | 6 | 1 | 3 | 2 | 4  | 6  | -2   |  | CS Marítimo                | 1-1 | 0-0 |     | 2-1 |
| 4    | Club Bruges           | 4   | 6 | 1 | 1 | 4 | 6  | 11 | -5   |  | Club Bruges                | 1-2 | 2-2 | 2-0 |     |

| 1re journée                    | CS Marítimo | 0 - 0   | Newcastle United | Estádio dos Barreiros, Funchal                       |                                                      |
| 20 septembre 2012 19h00 (CEST) |             | (0 - 0) |                  | Spectateurs : 4 000 Arbitrage : Robert Schörgenhofer | Spectateurs : 4 000 Arbitrage : Robert Schörgenhofer |
| 20 septembre 2012 19h00 (CEST) | Rapport     |         |                  | Spectateurs : 4 000 Arbitrage : Robert Schörgenhofer | Spectateurs : 4 000 Arbitrage : Robert Schörgenhofer |

|  | Girondins de Bordeaux                                   | 4 - 0   | Club Bruges | Stade Chaban-Delmas, Bordeaux                         |                                                       |
|  | Sané 13e · Gouffran 27e · Engels 47e (csc) · Jussiê 66e | (2 - 0) |             | Spectateurs : 13 609 Arbitrage : Vladislav Bezborodov | Spectateurs : 13 609 Arbitrage : Vladislav Bezborodov |
|  | Rapport                                                 |         |             | Spectateurs : 13 609 Arbitrage : Vladislav Bezborodov | Spectateurs : 13 609 Arbitrage : Vladislav Bezborodov |

| 2e journée                  | Club Bruges               | 2 - 0   | CS Marítimo | Stade Jan Breydel, Bruges                         |                                                   |
| 4 octobre 2012 21h05 (CEST) | Bacca 57e · Vleminckx 71e | (0 - 0) |             | Spectateurs : 13 393 Arbitrage : Leontios Trattou | Spectateurs : 13 393 Arbitrage : Leontios Trattou |
| 4 octobre 2012 21h05 (CEST) | Rapport                   |         |             | Spectateurs : 13 393 Arbitrage : Leontios Trattou | Spectateurs : 13 393 Arbitrage : Leontios Trattou |

|  | Newcastle United                            | 3 - 0   | Girondins de Bordeaux | St James' Park, Newcastle upon Tyne                  |                                                      |
|  | Ameobi 16e · Henrique 40e (csc) · Cissé 49e | (2 - 0) |                       | Spectateurs : 30 987 Arbitrage : Antonio Mateu Lahoz | Spectateurs : 30 987 Arbitrage : Antonio Mateu Lahoz |
|  | Rapport                                     |         |                       | Spectateurs : 30 987 Arbitrage : Antonio Mateu Lahoz | Spectateurs : 30 987 Arbitrage : Antonio Mateu Lahoz |

| 3e journée                   | Newcastle United | 1 - 0   | Club Bruges | St James' Park, Newcastle upon Tyne             |                                                 |
| 25 octobre 2012 21h05 (CEST) | Obertan 48e      | (0 - 0) |             | Spectateurs : 33 124 Arbitrage : Martin Hansson | Spectateurs : 33 124 Arbitrage : Martin Hansson |
| 25 octobre 2012 21h05 (CEST) | Rapport          |         |             | Spectateurs : 33 124 Arbitrage : Martin Hansson | Spectateurs : 33 124 Arbitrage : Martin Hansson |

|  | CS Marítimo | 1 - 1   | Girondins de Bordeaux | Estádio dos Barreiros, Funchal                    |                                                   |
|  | Roberge 36e | (1 - 1) | 30e Gouffran          | Spectateurs : 2 218 Arbitrage : Anastassios Kakos | Spectateurs : 2 218 Arbitrage : Anastassios Kakos |
|  | Rapport     |         |                       | Spectateurs : 2 218 Arbitrage : Anastassios Kakos | Spectateurs : 2 218 Arbitrage : Anastassios Kakos |

| 4e journée                  | Club Bruges                    | 2 - 2   | Newcastle United           | Stade Jan Breydel, Bruges                   |                                             |
| 8 novembre 2012 19h00 (CET) | Tričkovski 14e · Jørgensen 19e | (2 - 2) | 41e Anita · 43e Sh. Ameobi | Spectateurs : 18 003 Arbitrage : Luca Banti | Spectateurs : 18 003 Arbitrage : Luca Banti |
| 8 novembre 2012 19h00 (CET) | Rapport                        |         |                            | Spectateurs : 18 003 Arbitrage : Luca Banti | Spectateurs : 18 003 Arbitrage : Luca Banti |

|  | Girondins de Bordeaux | 1 - 0   | CS Marítimo | Stade Chaban-Delmas, Bordeaux                      |                                                    |
|  | Bellion 16e           | (1 - 0) |             | Spectateurs : 13 392 Arbitrage : Gediminas Mažeika | Spectateurs : 13 392 Arbitrage : Gediminas Mažeika |
|  | Rapport               |         |             | Spectateurs : 13 392 Arbitrage : Gediminas Mažeika | Spectateurs : 13 392 Arbitrage : Gediminas Mažeika |

| 5e journée                   | Newcastle United | 1 - 1   | CS Marítimo | St James' Park, Newcastle upon Tyne             |                                                 |
| 22 novembre 2012 21h05 (CET) | Marveaux 23e     | (1 - 0) | 79e Fidélis | Spectateurs : 21 632 Arbitrage : Danny Makkelie | Spectateurs : 21 632 Arbitrage : Danny Makkelie |
| 22 novembre 2012 21h05 (CET) | Rapport          |         |             | Spectateurs : 21 632 Arbitrage : Danny Makkelie | Spectateurs : 21 632 Arbitrage : Danny Makkelie |

|  | Club Bruges   | 1 - 2   | Girondins de Bordeaux | Stade Jan Breydel, Bruges |                           |
|  | Lestienne 86e | (0 - 2) | 3e 40e Jussiê         | Arbitrage : Florian Meyer | Arbitrage : Florian Meyer |
|  | Rapport       |         |                       | Arbitrage : Florian Meyer | Arbitrage : Florian Meyer |

| 6e journée                  | CS Marítimo              | 2 - 1   | Club Bruges         | Estádio dos Barreiros, Funchal |                          |
| 6 décembre 2012 19h00 (CET) | Gonçalo 18e · Héldon 87e | (1 - 0) | 85e (pen.) Refaelov | Arbitrage : Serhiy Boiko       | Arbitrage : Serhiy Boiko |
| 6 décembre 2012 19h00 (CET) | Rapport                  |         |                     | Arbitrage : Serhiy Boiko       | Arbitrage : Serhiy Boiko |

|  | Girondins de Bordeaux | 2 - 0   | Newcastle United | Stade Chaban-Delmas, Bordeaux                   |                                                 |
|  | Diabaté 29e 73e       | (1 - 0) |                  | Spectateurs : 19 983 Arbitrage : Menashe Masiah | Spectateurs : 19 983 Arbitrage : Menashe Masiah |
|  | Rapport               |         |                  | Spectateurs : 19 983 Arbitrage : Menashe Masiah | Spectateurs : 19 983 Arbitrage : Menashe Masiah |

## Groupe E
| Rang | Équipe          | Pts | J | G | N | P | Bp | Bc | Diff |  | Résultats (▼ dom., ► ext.) |     |     |     |     |
| ---- | --------------- | --- | - | - | - | - | -- | -- | ---- |  | -------------------------- | --- | --- | --- | --- |
| 1    | Steaua Bucarest | 11  | 6 | 3 | 2 | 1 | 9  | 9  | 0    |  | Steaua Bucarest            |     | 1-5 | 1-0 | 2-0 |
| 2    | VfB Stuttgart   | 8   | 6 | 2 | 2 | 2 | 9  | 6  | +3   |  | VfB Stuttgart              | 2-2 |     | 0-0 | 0-1 |
| 3    | FC Copenhague   | 8   | 6 | 2 | 2 | 2 | 5  | 6  | -1   |  | FC Copenhague              | 1-1 | 0-2 |     | 2-1 |
| 4    | Molde           | 6   | 6 | 2 | 0 | 4 | 6  | 8  | -2   |  | Molde                      | 1-2 | 2-0 | 1-2 |     |

| 1re journée                    | VfB Stuttgart                 | 2 - 2   | Steaua Bucarest                 | Mercedes-Benz Arena, Stuttgart                  |                                                 |
| 20 septembre 2012 19h00 (CEST) | Ibišević 5e · Niedermeier 85e | (1 - 1) | 6e Chipciu · 80e (pen.) Rusescu | Spectateurs : 17 155 Arbitrage : Serge Gumienny | Spectateurs : 17 155 Arbitrage : Serge Gumienny |
| 20 septembre 2012 19h00 (CEST) | Rapport                       |         |                                 | Spectateurs : 17 155 Arbitrage : Serge Gumienny | Spectateurs : 17 155 Arbitrage : Serge Gumienny |

|  | FC Copenhague                | 2 - 1   | Molde       | Parken Stadium, Copenhague                     |                                                |
|  | de Souza 20e · Cornelius 74e | (1 - 1) | 45+1e Diouf | Spectateurs : 11 633 Arbitrage : Antti Munukka | Spectateurs : 11 633 Arbitrage : Antti Munukka |
|  | Rapport                      |         |             | Spectateurs : 11 633 Arbitrage : Antti Munukka | Spectateurs : 11 633 Arbitrage : Antti Munukka |

| 2e journée                  | Molde                  | 2 - 0   | VfB Stuttgart | Aker Stadion, Molde                           |                                               |
| 4 octobre 2012 21h05 (CEST) | Berget 58e · Chima 88e | (0 - 0) |               | Spectateurs : 5 944 Arbitrage : Kristo Tohver | Spectateurs : 5 944 Arbitrage : Kristo Tohver |
| 4 octobre 2012 21h05 (CEST) | Rapport                |         |               | Spectateurs : 5 944 Arbitrage : Kristo Tohver | Spectateurs : 5 944 Arbitrage : Kristo Tohver |

|  | Steaua Bucarest      | 1 - 0   | FC Copenhague | Arena Națională, Bucarest                       |                                                 |
|  | Sigurðsson 83e (csc) | (0 - 0) |               | Spectateurs : 46 892 Arbitrage : Antonio Damato | Spectateurs : 46 892 Arbitrage : Antonio Damato |
|  | Rapport              |         |               | Spectateurs : 46 892 Arbitrage : Antonio Damato | Spectateurs : 46 892 Arbitrage : Antonio Damato |

| 3e journée                   | Steaua Bucarest             | 2 - 0   | Molde | Arena Națională, Bucarest                        |                                                  |
| 25 octobre 2012 21h05 (CEST) | Chiricheș 30e · Rusescu 32e | (2 - 0) |       | Spectateurs : 43 651 Arbitrage : Laurent Duhamel | Spectateurs : 43 651 Arbitrage : Laurent Duhamel |
| 25 octobre 2012 21h05 (CEST) | Rapport                     |         |       | Spectateurs : 43 651 Arbitrage : Laurent Duhamel | Spectateurs : 43 651 Arbitrage : Laurent Duhamel |

|  | VfB Stuttgart | 0 - 0 | FC Copenhague | Mercedes-Benz Arena, Stuttgart                |
|  |               |       |               | Spectateurs : 15 300 Arbitrage : Artur Soares |
|  | Rapport       |       |               |                                               |

| 4e journée                  | Molde     | 1 - 2   | Steaua Bucarest               | Aker Stadion, Molde                        |                                            |
| 8 novembre 2012 19h00 (CET) | Chima 56e | (0 - 2) | 21e Chipciu · 37e Latovlevici | Spectateurs : 5 239 Arbitrage : István Vad | Spectateurs : 5 239 Arbitrage : István Vad |
| 8 novembre 2012 19h00 (CET) | Rapport   |         |                               | Spectateurs : 5 239 Arbitrage : István Vad | Spectateurs : 5 239 Arbitrage : István Vad |

|  | FC Copenhague | 0 - 2   | VfB Stuttgart               | Parken Stadium, Copenhague                     |                                                |
|  |               | (0 - 0) | 76e Ibišević · 90+2e Harnik | Spectateurs : 24 681 Arbitrage : Craig Thomson | Spectateurs : 24 681 Arbitrage : Craig Thomson |
|  | Rapport       |         |                             | Spectateurs : 24 681 Arbitrage : Craig Thomson | Spectateurs : 24 681 Arbitrage : Craig Thomson |

| 5e journée                   | Steaua Bucarest | 1 - 5   | VfB Stuttgart                                       | Arena Națională, Bucarest       |                                 |
| 22 novembre 2012 21h05 (CET) | Costea 83e      | (0 - 4) | Tasci 5e · Harbik 18e · Sakai 23e · Okazaki 31e 55e | Arbitrage : Michael Koukoulakis | Arbitrage : Michael Koukoulakis |
| 22 novembre 2012 21h05 (CET) | Rapport         |         |                                                     | Arbitrage : Michael Koukoulakis | Arbitrage : Michael Koukoulakis |

|  | Molde     | 1 - 2   | FC Copenhague                    | Aker Stadion, Molde        |                            |
|  | Chima 62e | (0 - 1) | Santin 21e (pen.) · Gíslason 76e | Arbitrage : Michael Oliver | Arbitrage : Michael Oliver |
|  | Rapport   |         |                                  | Arbitrage : Michael Oliver | Arbitrage : Michael Oliver |

| 6e journée                  | VfB Stuttgart | 0 - 1   | Molde       | Mercedes-Benz Arena, Stuttgart |                        |
| 6 décembre 2012 19h00 (CET) |               | (0 - 1) | 45+1e Angan | Arbitrage : Kevin Blom         | Arbitrage : Kevin Blom |
| 6 décembre 2012 19h00 (CET) | Rapport       |         |             | Arbitrage : Kevin Blom         | Arbitrage : Kevin Blom |

|  | FC Copenhague | 1 - 1   | Steaua Bucarest | Parken Stadium, Copenhague |                           |
|  | Vetokele 87e  | (0 - 0) | 72e Rusescu     | Arbitrage : Hüseyin Göçek  | Arbitrage : Hüseyin Göçek |
|  | Rapport       |         |                 | Arbitrage : Hüseyin Göçek  | Arbitrage : Hüseyin Göçek |

## Groupe F
| Rang | Équipe        | Pts | J | G | N | P | Bp | Bc | Diff |  | Résultats (▼ dom., ► ext.) |     |     |     |     |
| ---- | ------------- | --- | - | - | - | - | -- | -- | ---- |  | -------------------------- | --- | --- | --- | --- |
| 1    | FK Dnipro     | 15  | 6 | 5 | 0 | 1 | 16 | 8  | +8   |  | FK Dnipro                  |     | 3-1 | 2-0 | 4-0 |
| 2    | Naples        | 9   | 6 | 3 | 0 | 3 | 12 | 12 | 0    |  | Naples                     | 4-2 |     | 1-3 | 4-0 |
| 3    | PSV Eindhoven | 7   | 6 | 2 | 1 | 3 | 8  | 7  | +1   |  | PSV Eindhoven              | 1-2 | 3-0 |     | 1-1 |
| 4    | AIK Solna     | 4   | 6 | 1 | 1 | 4 | 5  | 14 | -9   |  | AIK Solna                  | 2-3 | 1-2 | 1-0 |     |

| 1re journée                    | FK Dnipro                          | 2 - 0   | PSV Eindhoven | Dnipro Arena, Dnipropetrovsk                      |                                                   |
| 20 septembre 2012 19h00 (CEST) | Matheus 50e · Hutchinson 58e (csc) | (0 - 0) |               | Spectateurs : 31 003 Arbitrage : Miroslav Zelinka | Spectateurs : 31 003 Arbitrage : Miroslav Zelinka |
| 20 septembre 2012 19h00 (CEST) | Rapport                            |         |               | Spectateurs : 31 003 Arbitrage : Miroslav Zelinka | Spectateurs : 31 003 Arbitrage : Miroslav Zelinka |

|  | Naples                               | 4 - 0   | AIK Solna | Stadio San Paolo, Naples                        |                                                 |
|  | Vargas 6e, 46e, 69e · Džemaili 90+1e | (1 - 0) |           | Spectateurs : 35 000 Arbitrage : Clément Turpin | Spectateurs : 35 000 Arbitrage : Clément Turpin |
|  | Rapport                              |         |           | Spectateurs : 35 000 Arbitrage : Clément Turpin | Spectateurs : 35 000 Arbitrage : Clément Turpin |

| 2e journée                  | AIK Solna                    | 2 - 3   | FK Dnipro                                  | Råsunda, Solna                                 |                                                |
| 4 octobre 2012 21h05 (CEST) | Daníelsson 5e · Goitom 45+1e | (2 - 1) | 41e Kalinić · 74e Mandzyuk · 83e Seleznyov | Spectateurs : 10 091 Arbitrage : Ivan Kružliak | Spectateurs : 10 091 Arbitrage : Ivan Kružliak |
| 4 octobre 2012 21h05 (CEST) | Rapport                      |         |                                            | Spectateurs : 10 091 Arbitrage : Ivan Kružliak | Spectateurs : 10 091 Arbitrage : Ivan Kružliak |

|  | PSV Eindhoven                        | 3 - 0   | Naples | Philips Stadion, Eindhoven                           |                                                      |
|  | Lens 19e · Mertens 41e · Marcelo 52e | (2 - 0) |        | Spectateurs : 18 200 Arbitrage : Alexandru Dan Tudor | Spectateurs : 18 200 Arbitrage : Alexandru Dan Tudor |
|  | Rapport                              |         |        | Spectateurs : 18 200 Arbitrage : Alexandru Dan Tudor | Spectateurs : 18 200 Arbitrage : Alexandru Dan Tudor |

| 3e journée                   | PSV Eindhoven | 1 - 1   | AIK Solna    | Philips Stadion, Eindhoven                      |                                                 |
| 25 octobre 2012 21h05 (CEST) | Lens 80e      | (0 - 0) | 61e Karikari | Spectateurs : 14 400 Arbitrage : Emir Alecković | Spectateurs : 14 400 Arbitrage : Emir Alecković |
| 25 octobre 2012 21h05 (CEST) | Rapport       |         |              | Spectateurs : 14 400 Arbitrage : Emir Alecković | Spectateurs : 14 400 Arbitrage : Emir Alecković |

|  | FK Dnipro                                 | 3 - 1   | Naples            | Dnipro Arena, Dnipropetrovsk                   |                                                |
|  | Fedetskyi 2e · Matheus 42e · Giuliano 64e | (2 - 0) | 75e (pen.) Cavani | Spectateurs : 30 043 Arbitrage : Hüseyin Göçek | Spectateurs : 30 043 Arbitrage : Hüseyin Göçek |
|  | Rapport                                   |         |                   | Spectateurs : 30 043 Arbitrage : Hüseyin Göçek | Spectateurs : 30 043 Arbitrage : Hüseyin Göçek |

| 4e journée                  | AIK Solna   | 1 - 0   | PSV Eindhoven | Råsunda, Solna                                    |                                                   |
| 8 novembre 2012 19h00 (CET) | Bangura 12e | (1 - 0) |               | Spectateurs : 12 360 Arbitrage : Maksim Layushkin | Spectateurs : 12 360 Arbitrage : Maksim Layushkin |
| 8 novembre 2012 19h00 (CET) | Rapport     |         |               | Spectateurs : 12 360 Arbitrage : Maksim Layushkin | Spectateurs : 12 360 Arbitrage : Maksim Layushkin |

|  | Naples                     | 4 - 2   | FK Dnipro                   | Stadio San Paolo, Naples                    |                                             |
|  | Cavani 7e, 77e, 88e, 90+3e | (1 - 1) | 34e Fedetskyi · 52e Zozulya | Spectateurs : 18 079 Arbitrage : Alon Yefet | Spectateurs : 18 079 Arbitrage : Alon Yefet |
|  | Rapport                    |         |                             | Spectateurs : 18 079 Arbitrage : Alon Yefet | Spectateurs : 18 079 Arbitrage : Alon Yefet |

| 5e journée                   | PSV Eindhoven | 1 - 2   | FK Dnipro                       | Philips Stadion, Eindhoven                         |                                                    |
| 22 novembre 2012 21h05 (CET) | Wijnaldum 18e | (1 - 1) | Seleznyov 24e · Konoplyanka 74e | Spectateurs : 25 000 Arbitrage : Carlos Clos Gómez | Spectateurs : 25 000 Arbitrage : Carlos Clos Gómez |
| 22 novembre 2012 21h05 (CET) | Rapport       |         |                                 | Spectateurs : 25 000 Arbitrage : Carlos Clos Gómez | Spectateurs : 25 000 Arbitrage : Carlos Clos Gómez |

|  | AIK Solna      | 1 - 2   | Naples                             | Råsunda, Solna                                       |                                                      |
|  | Daníelsson 35e | (1 - 1) | Džemaili 20e · Cavani 90+3e (pen.) | Spectateurs : 28 551 Arbitrage : Ovidiu Alan Haţegan | Spectateurs : 28 551 Arbitrage : Ovidiu Alan Haţegan |
|  | Rapport        |         |                                    | Spectateurs : 28 551 Arbitrage : Ovidiu Alan Haţegan | Spectateurs : 28 551 Arbitrage : Ovidiu Alan Haţegan |

| 6e journée                  | FK Dnipro                                             | 4 - 0   | AIK Solna | Dnipro Arena, Dnipropetrovsk |                            |
| 6 décembre 2012 19h00 (CET) | Kalinić 20e (pen.) · Zozulya 39e 52e · Kravchenko 86e | (2 - 0) |           | Arbitrage : Stephan Studer   | Arbitrage : Stephan Studer |
| 6 décembre 2012 19h00 (CET) | Rapport                                               |         |           | Arbitrage : Stephan Studer   | Arbitrage : Stephan Studer |

|  | Naples     | 1 - 3   | PSV Eindhoven      | Stadio San Paolo, Naples |                       |
|  | Cavani 18e | (1 - 2) | 30e 41e 60e Matavž | Arbitrage : Mike Dean    | Arbitrage : Mike Dean |
|  | Rapport    |         |                    | Arbitrage : Mike Dean    | Arbitrage : Mike Dean |

## Groupe G
| Rang | Équipe            | Pts | J | G | N | P | Bp | Bc | Diff |  | Résultats (▼ dom., ► ext.) |     |     |     |     |
| ---- | ----------------- | --- | - | - | - | - | -- | -- | ---- |  | -------------------------- | --- | --- | --- | --- |
| 1    | KRC Genk          | 12  | 6 | 3 | 3 | 0 | 9  | 4  | +5   |  | KRC Genk                   |     | 0-0 | 3-0 | 2-1 |
| 2    | FC Bâle           | 9   | 6 | 2 | 3 | 1 | 7  | 4  | +3   |  | FC Bâle                    | 2-2 |     | 1-0 | 3-0 |
| 3    | Videoton FC       | 6   | 6 | 2 | 0 | 4 | 6  | 8  | -2   |  | Videoton FC                | 0-1 | 2-1 |     | 3-0 |
| 4    | Sporting Portugal | 5   | 6 | 1 | 2 | 3 | 4  | 10 | -6   |  | Sporting Portugal          | 1-1 | 0-0 | 2-1 |     |

| 1re journée                    | KRC Genk                                   | 3 - 0   | Videoton FC | Cristal Arena, Genk                              |                                                  |
| 20 septembre 2012 21h05 (CEST) | Vossen 22e · Buffel 78e · De Ceulaer 90+2e | (1 - 0) |             | Spectateurs : 10 000 Arbitrage : Laurent Duhamel | Spectateurs : 10 000 Arbitrage : Laurent Duhamel |
| 20 septembre 2012 21h05 (CEST) | Rapport                                    |         |             | Spectateurs : 10 000 Arbitrage : Laurent Duhamel | Spectateurs : 10 000 Arbitrage : Laurent Duhamel |

|  | Sporting Portugal | 0 - 0   | FC Bâle | José Alvalade, Lisbonne                     |                                             |
|  |                   | (0 - 0) |         | Spectateurs : 22 325 Arbitrage : Alon Yefet | Spectateurs : 22 325 Arbitrage : Alon Yefet |
|  | Rapport           |         |         | Spectateurs : 22 325 Arbitrage : Alon Yefet | Spectateurs : 22 325 Arbitrage : Alon Yefet |

| 2e journée                  | FC Bâle                 | 2 - 2   | KRC Genk                  | Parc Saint-Jacques, Bâle                         |                                                  |
| 4 octobre 2012 19h00 (CEST) | Streller 70e (pen.) 85e | (0 - 2) | 10eDe Ceulaer · 38eVossen | Spectateurs : 14 023 Arbitrage : Bülent Yıldırım | Spectateurs : 14 023 Arbitrage : Bülent Yıldırım |
| 4 octobre 2012 19h00 (CEST) | Rapport                 |         |                           | Spectateurs : 14 023 Arbitrage : Bülent Yıldırım | Spectateurs : 14 023 Arbitrage : Bülent Yıldırım |

|  | Videoton FC                               | 3 - 0   | Sporting Portugal | Sóstói, Szekesfehervar                              |                                                     |
|  | Vinícius 15e · Oliveira 21e · Nikolić 35e | (3 - 0) |                   | Spectateurs : 10 160 Arbitrage : Kristinn Jakobsson | Spectateurs : 10 160 Arbitrage : Kristinn Jakobsson |
|  | Rapport                                   |         |                   | Spectateurs : 10 160 Arbitrage : Kristinn Jakobsson | Spectateurs : 10 160 Arbitrage : Kristinn Jakobsson |

| 3e journée                   | Videoton FC                        | 2 - 1   | FC Bâle     | Sóstói, Szekesfehervar                           |                                                  |
| 25 octobre 2012 19h00 (CEST) | Schär 2e (csc) · Marco Caneira 33e | (2 - 0) | 90+1e Schär | Spectateurs : 9 243 Arbitrage : Miroslav Zelinka | Spectateurs : 9 243 Arbitrage : Miroslav Zelinka |
| 25 octobre 2012 19h00 (CEST) | Rapport                            |         |             | Spectateurs : 9 243 Arbitrage : Miroslav Zelinka | Spectateurs : 9 243 Arbitrage : Miroslav Zelinka |

|  | KRC Genk                   | 2 - 1   | Sporting Portugal   | Cristal Arena, Genk                               |                                                   |
|  | De Ceulaer 25e · Barda 88e | (1 - 1) | 7e (csc) Hamalainen | Spectateurs : 13 651 Arbitrage : Szymon Marciniak | Spectateurs : 13 651 Arbitrage : Szymon Marciniak |
|  | Rapport                    |         |                     | Spectateurs : 13 651 Arbitrage : Szymon Marciniak | Spectateurs : 13 651 Arbitrage : Szymon Marciniak |

| 4e journée                  | FC Bâle      | 1 - 0   | Videoton FC | Parc Saint-Jacques, Bâle      |                               |
| 8 novembre 2012 21h05 (CET) | Streller 80e | (0 - 0) |             | Arbitrage : Yevhen Aranovskiy | Arbitrage : Yevhen Aranovskiy |
| 8 novembre 2012 21h05 (CET) | Rapport      |         |             | Arbitrage : Yevhen Aranovskiy | Arbitrage : Yevhen Aranovskiy |

|  | Sporting Portugal   | 1 - 1   | KRC Genk   | José Alvalade, Lisbonne        |                                |
|  | Van Wolfswinkel 64e | (0 - 0) | 90+1e Plet | Arbitrage : Stefan Johannesson | Arbitrage : Stefan Johannesson |
|  | Rapport             |         |            | Arbitrage : Stefan Johannesson | Arbitrage : Stefan Johannesson |

| 5e journée                   | Videoton FC | 0 - 1   | KRC Genk  | Sóstói, Szekesfehervar  |                         |
| 22 novembre 2012 19h00 (CET) |             | (0 - 1) | 19e Barda | Arbitrage : Liran Liany | Arbitrage : Liran Liany |
| 22 novembre 2012 19h00 (CET) | Rapport     |         |           | Arbitrage : Liran Liany | Arbitrage : Liran Liany |

|  | FC Bâle                             | 3 - 0   | Sporting Portugal | Parc Saint-Jacques, Bâle |                          |
|  | Schär 23e · Stocker 66e · Degen 71e | (1 - 0) |                   | Arbitrage : Paolo Valeri | Arbitrage : Paolo Valeri |
|  | Rapport                             |         |                   | Arbitrage : Paolo Valeri | Arbitrage : Paolo Valeri |

| 6e journée                  | KRC Genk | 0 - 0   | FC Bâle | Cristal Arena, Genk          |                              |
| 6 décembre 2012 21h05 (CET) |          | (0 - 0) |         | Arbitrage : Mark Clattenburg | Arbitrage : Mark Clattenburg |
| 6 décembre 2012 21h05 (CET) | Rapport  |         |         | Arbitrage : Mark Clattenburg | Arbitrage : Mark Clattenburg |

|  | Sporting Portugal      | 2 - 1   | Videoton FC       | José Alvalade, Lisbone          |                                 |
|  | Labyad 65e · Viola 82e | (0 - 0) | 80e (pen.) Sándor | Arbitrage : Michael Koukoulakis | Arbitrage : Michael Koukoulakis |
|  | Rapport                |         |                   | Arbitrage : Michael Koukoulakis | Arbitrage : Michael Koukoulakis |

## Groupe H
| Rang | Équipe            | Pts | J | G | N | P | Bp | Bc | Diff |  | Résultats (▼ dom., ► ext.) |     |     |     |     |
| ---- | ----------------- | --- | - | - | - | - | -- | -- | ---- |  | -------------------------- | --- | --- | --- | --- |
| 1    | Rubin Kazan       | 14  | 6 | 4 | 2 | 0 | 10 | 3  | +7   |  | Rubin Kazan                |     | 3-0 | 2-0 | 1-0 |
| 2    | Inter Milan       | 11  | 6 | 3 | 2 | 1 | 11 | 9  | +2   |  | Inter Milan                | 2-2 |     | 1-0 | 2-2 |
| 3    | Partizan Belgrade | 3   | 6 | 0 | 3 | 3 | 3  | 8  | -5   |  | Partizan Belgrade          | 1-1 | 1-3 |     | 0-0 |
| 4    | Neftchi Bakou     | 3   | 6 | 0 | 3 | 3 | 4  | 8  | -4   |  | Neftchi Bakou              | 0-1 | 1-3 | 1-1 |     |

| 1re journée                    | Inter Milan                 | 2 - 2   | Rubin Kazan                 | Stade Giuseppe-Meazza, Milan                   |                                                |
| 20 septembre 2012 21h05 (CEST) | Livaja 39e · Nagatomo 90+2e | (1 - 1) | 17e Ryazantsev · 84e Rondón | Spectateurs : 28 472 Arbitrage : Deniz Aytekin | Spectateurs : 28 472 Arbitrage : Deniz Aytekin |
| 20 septembre 2012 21h05 (CEST) | Rapport                     |         |                             | Spectateurs : 28 472 Arbitrage : Deniz Aytekin | Spectateurs : 28 472 Arbitrage : Deniz Aytekin |

|  | Partizan Belgrade | 0 - 0   | FK Neftchi | Stade du Partizan, Belgrade                    |                                                |
|  |                   | (0 - 0) |            | Spectateurs : 18 000 Arbitrage : Libor Kovařik | Spectateurs : 18 000 Arbitrage : Libor Kovařik |
|  | Rapport           |         |            | Spectateurs : 18 000 Arbitrage : Libor Kovařik | Spectateurs : 18 000 Arbitrage : Libor Kovařik |

| 2e journée                  | FK Neftchi  | 1 - 3   | Inter Milan                         | Stade Tofiq-Béhramov, Bakou                 |                                             |
| 4 octobre 2012 18h00 (CEST) | Canales 53e | (0 - 3) | 10e Coutinho · 30e Obi · 42e Livaja | Spectateurs : 31 400 Arbitrage : Kevin Blom | Spectateurs : 31 400 Arbitrage : Kevin Blom |
| 4 octobre 2012 18h00 (CEST) | Rapport     |         |                                     | Spectateurs : 31 400 Arbitrage : Kevin Blom | Spectateurs : 31 400 Arbitrage : Kevin Blom |

|  | Rubin Kazan                    | 2 - 0   | Partizan Belgrade | Stade central, Kazan                               |                                                    |
|  | Karadeniz 45e · Ryazantsev 48e | (1 - 0) |                   | Spectateurs : 10 000 Arbitrage : Anastassios Kakos | Spectateurs : 10 000 Arbitrage : Anastassios Kakos |
|  | Rapport                        |         |                   | Spectateurs : 10 000 Arbitrage : Anastassios Kakos | Spectateurs : 10 000 Arbitrage : Anastassios Kakos |

| 3e journée                   | Rubin Kazan | 1 - 0   | FK Neftchi | Stade central, Kazan                         |                                              |
| 25 octobre 2012 18h00 (CEST) | Kasaev 16e  | (1 - 0) |            | Spectateurs : 15 000 Arbitrage : Kenn Hansen | Spectateurs : 15 000 Arbitrage : Kenn Hansen |
| 25 octobre 2012 18h00 (CEST) | Rapport     |         |            | Spectateurs : 15 000 Arbitrage : Kenn Hansen | Spectateurs : 15 000 Arbitrage : Kenn Hansen |

| 25 octobre 2012 | Inter Milan | 1 - 0   | Partizan Belgrade | Stade Giuseppe-Meazza, Milan                 |                                              |
| 19h00 (CEST)    | Palacio 88e | (0 - 0) |                   | Spectateurs : 20 000 Arbitrage : Liran Liany | Spectateurs : 20 000 Arbitrage : Liran Liany |
| 19h00 (CEST)    | Rapport     |         |                   | Spectateurs : 20 000 Arbitrage : Liran Liany | Spectateurs : 20 000 Arbitrage : Liran Liany |

| 4e journée                  | FK Neftchi | 0 - 1   | Rubin Kazan | Stade Tofiq-Béhramov, Bakou                      |                                                  |
| 8 novembre 2012 18h00 (CET) |            | (0 - 1) | 16e Dyadyun | Spectateurs : 17 000 Arbitrage : Manuel De Sousa | Spectateurs : 17 000 Arbitrage : Manuel De Sousa |
| 8 novembre 2012 18h00 (CET) | Rapport    |         |             | Spectateurs : 17 000 Arbitrage : Manuel De Sousa | Spectateurs : 17 000 Arbitrage : Manuel De Sousa |

| 8 novembre 2012 | Partizan Belgrade | 1 - 3   | Inter Milan                | Stade du Partizan, Belgrade |                          |
| 21h05 (CET)     | Tomić 90+1e       | (0 - 0) | 51e 75ePalacio · 87eGuarín | Arbitrage : Duarte Gomes    | Arbitrage : Duarte Gomes |
| 21h05 (CET)     | Rapport           |         |                            | Arbitrage : Duarte Gomes    | Arbitrage : Duarte Gomes |

| 5e journée                   | Rubin Kazan                     | 3 - 0   | Inter Milan | Stade central, Kazan       |                            |
| 22 novembre 2012 18h00 (CET) | Karadeniz 2e · Rondón 86e 90+2e | (1 - 0) |             | Arbitrage : Tommy Skjerven | Arbitrage : Tommy Skjerven |
| 22 novembre 2012 18h00 (CET) | Rapport                         |         |             | Arbitrage : Tommy Skjerven | Arbitrage : Tommy Skjerven |

|  | FK Neftchi   | 1 - 1   | Partizan Belgrade | Stade Tofiq-Béhramov, Bakou |                             |
|  | Flavinho 10e | (1 - 0) | 67e Mitrović      | Arbitrage : Simon Lee Evans | Arbitrage : Simon Lee Evans |
|  | Rapport      |         |                   | Arbitrage : Simon Lee Evans | Arbitrage : Simon Lee Evans |

| 6e journée                  | Inter Milan   | 2 - 2   | FK Neftchi                | Stade Giuseppe-Meazza, Milan |                            |
| 6 décembre 2012 21h05 (CET) | Livaja 9e 54e | (1 - 0) | 52e Sadygov · 89e Canales | Arbitrage : Emir Alečković   | Arbitrage : Emir Alečković |
| 6 décembre 2012 21h05 (CET) | Rapport       |         |                           | Arbitrage : Emir Alečković   | Arbitrage : Emir Alečković |

|  | Partizan Belgrade | 1 - 1   | Rubin Kazan | Stade du Partizan, Belgrade |                            |
|  | S. Marković 53e   | (0 - 0) | 59e Rondón  | Arbitrage : Martin Hansson  | Arbitrage : Martin Hansson |

## Groupe I
| Rang | Équipe                     | Pts | J | G | N | P | Bp | Bc | Diff |  | Résultats (▼ dom., ► ext.) |     |     |     |     |
| ---- | -------------------------- | --- | - | - | - | - | -- | -- | ---- |  | -------------------------- | --- | --- | --- | --- |
| 1    | Olympique lyonnais         | 16  | 6 | 5 | 1 | 0 | 14 | 8  | +6   |  | Olympique lyonnais         |     | 2-1 | 2-1 | 2-0 |
| 2    | Sparta Prague              | 9   | 6 | 2 | 3 | 1 | 9  | 6  | +3   |  | Sparta Prague              | 1-1 |     | 3-1 | 3-1 |
| 3    | Athletic Bilbao            | 5   | 6 | 1 | 2 | 3 | 7  | 9  | -2   |  | Athletic Bilbao            | 2-3 | 0-0 |     | 1-1 |
| 4    | Hapoël Ironi Kiryat Shmona | 2   | 6 | 0 | 2 | 4 | 6  | 13 | -7   |  | Hapoël Ironi Kiryat Shmona | 3-4 | 1-1 | 0-2 |     |

| 1re journée                    | Olympique lyonnais             | 2 - 1   | Sparta Prague | Stade Gerland, Lyon                           |                                               |
| 20 septembre 2012 21h05 (CEST) | Gomis 59e · Lisandro López 62e | (0 - 0) | 77e Krejčí    | Spectateurs : 28 052 Arbitrage : Serhiy Boiko | Spectateurs : 28 052 Arbitrage : Serhiy Boiko |
| 20 septembre 2012 21h05 (CEST) | Rapport                        |         |               | Spectateurs : 28 052 Arbitrage : Serhiy Boiko | Spectateurs : 28 052 Arbitrage : Serhiy Boiko |

|  | Athletic Bilbao | 1 - 1   | Hapoël Ironi Kiryat Shmona | Estadio de San Mamés, Bilbao                     |                                                  |
|  | Susaeta 40e     | (1 - 1) | 14e Rochet                 | Spectateurs : 30 000 Arbitrage : Simon Lee Evans | Spectateurs : 30 000 Arbitrage : Simon Lee Evans |
|  | Rapport         |         |                            | Spectateurs : 30 000 Arbitrage : Simon Lee Evans | Spectateurs : 30 000 Arbitrage : Simon Lee Evans |

| 2e journée                  | Hapoël Ironi Kiryat Shmona          | 3 - 4   | Olympique lyonnais                           | Itztadion Kiryat Eliezer, Haifa              |                                              |
| 4 octobre 2012 19h00 (CEST) | Abuhatzera 7e 68e (pen.) · Levi 51e | (1 - 3) | 17e 90+2e Fofana · 22eMonzón · 31eRéveillère | Spectateurs : 5 000 Arbitrage : Artur Soares | Spectateurs : 5 000 Arbitrage : Artur Soares |
| 4 octobre 2012 19h00 (CEST) | Rapport                             |         |                                              | Spectateurs : 5 000 Arbitrage : Artur Soares | Spectateurs : 5 000 Arbitrage : Artur Soares |

|  | Sparta Prague                                   | 3 - 1   | Athletic Bilbao | Stadion Letná, Prague                            |                                                  |
|  | Zápotočný 26e · Balaj 41e · Hušbauer 56e (pen.) | (2 - 0) | 73e De Marcos   | Spectateurs : 13 750 Arbitrage : Manuel De Sousa | Spectateurs : 13 750 Arbitrage : Manuel De Sousa |
|  | Rapport                                         |         |                 | Spectateurs : 13 750 Arbitrage : Manuel De Sousa | Spectateurs : 13 750 Arbitrage : Manuel De Sousa |

| 3e journée                 | Olympique lyonnais              | 2 - 1   | Athletic Bilbao | Stade Gerland, Lyon                             |                                                 |
| 25 octobre 2012 19h (CEST) | Lisandro López 54e · Briand 86e | (0 - 0) | 79e Ibai Gómez  | Spectateurs : 30 587 Arbitrage : Andre Marriner | Spectateurs : 30 587 Arbitrage : Andre Marriner |
| 25 octobre 2012 19h (CEST) | Rapport                         |         |                 | Spectateurs : 30 587 Arbitrage : Andre Marriner | Spectateurs : 30 587 Arbitrage : Andre Marriner |

|  | Sparta Prague                        | 3 - 1   | Hapoël Ironi Kiryat Shmona | Stadion Letná, Prague                           |                                                 |
|  | Krejčí 7e · Kadlec 10e · Švejdík 40e | (3 - 0) | 76e Abuhatzera             | Spectateurs : 10 324 Arbitrage : Danny Makkelie | Spectateurs : 10 324 Arbitrage : Danny Makkelie |
|  | Rapport                              |         |                            | Spectateurs : 10 324 Arbitrage : Danny Makkelie | Spectateurs : 10 324 Arbitrage : Danny Makkelie |

| 4e journée                  | Hapoël Ironi Kiryat Shmona | 1 - 1   | Sparta Prague | Itztadion Kiryat Eliezer, Haifa              |                                              |
| 8 novembre 2012 18h00 (CET) | Tasevski 3e                | (1 - 1) | 24e Kweuke    | Spectateurs : 800 Arbitrage : Alexey Kulakov | Spectateurs : 800 Arbitrage : Alexey Kulakov |
| 8 novembre 2012 18h00 (CET) | Rapport                    |         |               | Spectateurs : 800 Arbitrage : Alexey Kulakov | Spectateurs : 800 Arbitrage : Alexey Kulakov |

| 8 novembre 2012 | Athletic Bilbao                 | 2 - 3   | Olympique lyonnais                       | Estadio de San Mamés, Bilbao                    |                                                 |
| 21h05 (CET)     | Herrera 49e · Aduriz 55e (pen.) | (0 - 2) | 22e Gomis · 45+1eGourcuff · 63eLacazette | Spectateurs : 29 000 Arbitrage : Pol Van Boekel | Spectateurs : 29 000 Arbitrage : Pol Van Boekel |
| 21h05 (CET)     | Rapport                         |         |                                          | Spectateurs : 29 000 Arbitrage : Pol Van Boekel | Spectateurs : 29 000 Arbitrage : Pol Van Boekel |

| 5e journée                   | Hapoël Ironi Kiryat Shmona | 0 - 2   | Athletic Bilbao           | Itztadion Kiryat Eliezer, Haifa |                         |
| 28 novembre 2012 19h00 (CET) |                            | (0 - 1) | 34e Llorente · 76eToquero | Arbitrage : Rene Eisner         | Arbitrage : Rene Eisner |
| 28 novembre 2012 19h00 (CET) | Rapport                    |         |                           | Arbitrage : Rene Eisner         | Arbitrage : Rene Eisner |

| 22 novembre 2012 | Sparta Prague | 1 - 1   | Olympique lyonnais | Stadion Letná, Prague         |                               |
| 19h00 (CET)      | Hušbauer 53e  | (0 - 0) | 46e Benzia         | Arbitrage : Anastassios Kakos | Arbitrage : Anastassios Kakos |
| 19h00 (CET)      | Rapport       |         |                    | Arbitrage : Anastassios Kakos | Arbitrage : Anastassios Kakos |

| 6e journée                  | Olympique lyonnais    | 2 - 0   | Hapoël Ironi Kiryat Shmona | Stade Gerland, Lyon       |                           |
| 6 décembre 2012 19h00 (CET) | Sarr 53e · Benzia 58e | (1 - 0) |                            | Arbitrage : Halis Özkahya | Arbitrage : Halis Özkahya |
| 6 décembre 2012 19h00 (CET) | Rapport               |         |                            | Arbitrage : Halis Özkahya | Arbitrage : Halis Özkahya |

|  | Athletic Bilbao | 0 - 0   | Sparta Prague | Estadio de San Mamés, Bilbao     |                                  |
|  |                 | (0 - 0) |               | Arbitrage : Sébastien Delferiere | Arbitrage : Sébastien Delferiere |
|  | Rapport         |         |               | Arbitrage : Sébastien Delferiere | Arbitrage : Sébastien Delferiere |

## Groupe J
| Rang | Équipe            | Pts | J | G | N | P | Bp | Bc | Diff |  | Résultats (▼ dom., ► ext.) |     |     |     |     |
| ---- | ----------------- | --- | - | - | - | - | -- | -- | ---- |  | -------------------------- | --- | --- | --- | --- |
| 1    | Lazio Rome        | 12  | 6 | 3 | 3 | 0 | 9  | 2  | +7   |  | Lazio Rome                 |     | 0-0 | 1-0 | 1-0 |
| 2    | Tottenham Hotspur | 10  | 6 | 2 | 4 | 0 | 8  | 4  | +4   |  | Tottenham Hotspur          | 0-0 |     | 3-1 | 3-1 |
| 3    | Panathinaïkos     | 5   | 6 | 1 | 2 | 3 | 4  | 11 | -7   |  | Panathinaïkos              | 1-1 | 1-1 |     | 1-0 |
| 4    | NK Maribor        | 4   | 6 | 1 | 1 | 4 | 6  | 10 | -4   |  | NK Maribor                 | 1-4 | 1-1 | 3-0 |     |

| 20 septembre 2012 | Maribor                                      | 3–0   | Panathinaïkos | Stadion Ljudski vrt, Maribor                |                                             |
| 21:05             | Berić 25e · Ibraimi 62e · Tavares 88e (pen.) | (1-0) |               | Spectateurs : 11 000 Arbitrage : Alan Kelly | Spectateurs : 11 000 Arbitrage : Alan Kelly |
| 21:05             | Rapport                                      |       |               | Spectateurs : 11 000 Arbitrage : Alan Kelly | Spectateurs : 11 000 Arbitrage : Alan Kelly |

| 20 septembre 2012 | Tottenham Hotspur | 0–0   | SS Lazio | White Hart Lane, Londres                        |                                                 |
| 21:05             |                   | (0-0) |          | Spectateurs : 25 030 Arbitrage : Ovidiu Haţegan | Spectateurs : 25 030 Arbitrage : Ovidiu Haţegan |
| 21:05             | Rapport           |       |          | Spectateurs : 25 030 Arbitrage : Ovidiu Haţegan | Spectateurs : 25 030 Arbitrage : Ovidiu Haţegan |

| 4 octobre 2012 | Lazio Rome  | 1–0   | Maribor | Stadio Olimpico, Rome                             |                                                   |
| 19:00          | Ederson 62e | (0-0) |         | Spectateurs : 10 000 Arbitrage : Szymon Marciniak | Spectateurs : 10 000 Arbitrage : Szymon Marciniak |
| 19:00          | Rapport     |       |         | Spectateurs : 10 000 Arbitrage : Szymon Marciniak | Spectateurs : 10 000 Arbitrage : Szymon Marciniak |

| 4 octobre 2012 | Panathinaïkos | 1–1   | Tottenham Hotspur | Stade olympique, Athènes                       |                                                |
| 19:00          | Toché 77e     | (0-1) | 35e Dawson        | Spectateurs : 17 381 Arbitrage : Florian Meyer | Spectateurs : 17 381 Arbitrage : Florian Meyer |
| 19:00          | Rapport       |       |                   | Spectateurs : 17 381 Arbitrage : Florian Meyer | Spectateurs : 17 381 Arbitrage : Florian Meyer |

| 25 octobre 2012 | Panathinaïkos | 1–1   | Lazio Rome           | Stade olympique, Athènes                           |                                                    |
| 19:00           | Toché 90+1e   | (0-1) | 25e (csc) Seitaridis | Spectateurs : 13 008 Arbitrage : Carlos Clos Gómez | Spectateurs : 13 008 Arbitrage : Carlos Clos Gómez |
| 19:00           | Rapport       |       |                      | Spectateurs : 13 008 Arbitrage : Carlos Clos Gómez | Spectateurs : 13 008 Arbitrage : Carlos Clos Gómez |

| 25 octobre 2012 | Maribor   | 1–1   | Tottenham Hotspur | Stadion Ljudski vrt, Maribor                    |                                                 |
| 19:00           | Berić 42e | (1-0) | 58e Sigurðsson    | Spectateurs : 12 049 Arbitrage : Sergei Karasev | Spectateurs : 12 049 Arbitrage : Sergei Karasev |
| 19:00           | Rapport   |       |                   | Spectateurs : 12 049 Arbitrage : Sergei Karasev | Spectateurs : 12 049 Arbitrage : Sergei Karasev |

| 8 novembre 2012 | Lazio Rome                   | 3–0   | Panathinaïkos | Stadio Olimpico, Rome                                |                                                      |
| 21:05           | Kozák 23e 40e · Floccari 59e | (2-0) |               | Spectateurs : 9 068 Arbitrage : Robert Schörgenhofer | Spectateurs : 9 068 Arbitrage : Robert Schörgenhofer |
| 21:05           | Rapport                      |       |               | Spectateurs : 9 068 Arbitrage : Robert Schörgenhofer | Spectateurs : 9 068 Arbitrage : Robert Schörgenhofer |

| 8 novembre 2012 | Tottenham Hotspur | 3–1   | Maribor  | White Hart Lane, Londres                       |                                                |
| 21:05           | Defoe 22e 49e 77e | (1-1) | 40eBerić | Spectateurs : 27 089 Arbitrage : Antti Munukka | Spectateurs : 27 089 Arbitrage : Antti Munukka |
| 21:05           | Rapport           |       |          | Spectateurs : 27 089 Arbitrage : Antti Munukka | Spectateurs : 27 089 Arbitrage : Antti Munukka |

| 22 novembre 2012 | Panathinaïkos     | 1 - 0 | Maribor | Stade olympique, Athènes    |                             |
| 19:00            | Vitolo 67e (pen.) | (0-0) |         | Arbitrage : Laurent Duhamel | Arbitrage : Laurent Duhamel |
| 19:00            | Rapport           |       |         | Arbitrage : Laurent Duhamel | Arbitrage : Laurent Duhamel |

| 22 novembre 2012 | Lazio Rome | 0 - 0 | Tottenham Hotspur | Stadio Olimpico, Rome                  |                                        |
| 19:00            |            | (0-0) |                   | Arbitrage : Fernando Teixeira Vitienes | Arbitrage : Fernando Teixeira Vitienes |
| 19:00            | Rapport    |       |                   | Arbitrage : Fernando Teixeira Vitienes | Arbitrage : Fernando Teixeira Vitienes |

| 6 décembre 2012 | Maribor     | 1 - 4 | Lazio Rome                              | Stadion Ljudski vrt, Maribor |                        |
| 21:05           | Tavares 84e | (0-3) | 16e Kozák · 32e Radu · 38e 51e Floccari | Arbitrage : István Vad       | Arbitrage : István Vad |
| 21:05           | Rapport     |       |                                         | Arbitrage : István Vad       | Arbitrage : István Vad |

| 6 décembre 2012 | Tottenham Hotspur                             | 3 - 1 | Panathinaïkos | White Hart Lane, Londres                   |                                            |
| 21:05           | Adebayor 28e · Karnézis 76e (csc) · Defoe 82e | (1-0) | 54e Zeca      | Spectateurs : 32 554 Arbitrage : Paweł Gil | Spectateurs : 32 554 Arbitrage : Paweł Gil |
| 21:05           | Rapport                                       |       |               | Spectateurs : 32 554 Arbitrage : Paweł Gil | Spectateurs : 32 554 Arbitrage : Paweł Gil |

## Groupe K
| Rang | Équipe           | Pts | J | G | N | P | Bp | Bc | Diff |  | Résultats (▼ dom., ► ext.) |     |     |     |     |
| ---- | ---------------- | --- | - | - | - | - | -- | -- | ---- |  | -------------------------- | --- | --- | --- | --- |
| 1    | Metalist Kharkiv | 13  | 6 | 4 | 1 | 1 | 9  | 3  | +6   |  | Metalist Kharkiv           |     | 2-0 | 3-1 | 2-0 |
| 2    | Bayer Leverkusen | 13  | 6 | 4 | 1 | 1 | 9  | 2  | +7   |  | Bayer Leverkusen           | 0-0 |     | 1-0 | 3-0 |
| 3    | Rosenborg        | 6   | 6 | 2 | 0 | 4 | 7  | 10 | -3   |  | Rosenborg                  | 1-2 | 0-1 |     | 3-2 |
| 4    | Rapid Vienne     | 3   | 6 | 1 | 0 | 5 | 4  | 14 | -10  |  | Rapid Vienne               | 1-0 | 0-4 | 1-2 |     |

| 20 septembre 2012 | Rapid Vienne | 1–2   | Rosenborg BK               | Ernst-Happel-Stadion, Vienne1                             |                                                           |
| 21:05             | Katzer 66e   | (0-1) | 18eElyounoussi · 60eDorsin | Spectateurs : 02 Arbitrage : Stanislav Todorov (Bulgaria) | Spectateurs : 02 Arbitrage : Stanislav Todorov (Bulgaria) |
| 21:05             | Rapport      |       |                            | Spectateurs : 02 Arbitrage : Stanislav Todorov (Bulgaria) | Spectateurs : 02 Arbitrage : Stanislav Todorov (Bulgaria) |

| 20 septembre 2012 | Bayer Leverkusen | 0–0   | Metalist Kharkiv | BayArena, Leverkusen                            |                                                 |
| 21:05             |                  | (0-0) |                  | Spectateurs : 15 322 Arbitrage : Martin Hansson | Spectateurs : 15 322 Arbitrage : Martin Hansson |
| 21:05             | Rapport          |       |                  | Spectateurs : 15 322 Arbitrage : Martin Hansson | Spectateurs : 15 322 Arbitrage : Martin Hansson |

| 4 octobre 2012 | Metalist Kharkiv               | 2–0   | Rapid Vienne | Metalist Stadium, Kharkiv                       |                                                 |
| 19:00          | Edmar 66e · Cleiton Xavier 80e | (0-0) |              | Spectateurs : 40 003 Arbitrage : Menashe Masiah | Spectateurs : 40 003 Arbitrage : Menashe Masiah |
| 19:00          | Rapport                        |       |              | Spectateurs : 40 003 Arbitrage : Menashe Masiah | Spectateurs : 40 003 Arbitrage : Menashe Masiah |

| 4 octobre 2012 | Rosenborg BK | 0–1   | Bayer Leverkusen | Lerkendal Stadion, Trondheim                    |                                                 |
| 19:00          |              | (0-0) | 76eKießling      | Spectateurs : 12 587 Arbitrage : Michael Oliver | Spectateurs : 12 587 Arbitrage : Michael Oliver |
| 19:00          | Rapport      |       |                  | Spectateurs : 12 587 Arbitrage : Michael Oliver | Spectateurs : 12 587 Arbitrage : Michael Oliver |

| 25 octobre 2012 | Rosenborg BK    | 1–2   | Metalist Kharkiv              | Lerkendal Stadion, Trondheim                          |                                                       |
| 19:00           | Elyounoussi 46e | (0-0) | 81eMarlos · 89eCleiton Xavier | Spectateurs : 10 935 Arbitrage : Olegário Benquerença | Spectateurs : 10 935 Arbitrage : Olegário Benquerença |
| 19:00           | Rapport         |       |                               | Spectateurs : 10 935 Arbitrage : Olegário Benquerença | Spectateurs : 10 935 Arbitrage : Olegário Benquerença |

| 25 octobre 2012 | Rapid Vienne | 0–4   | Bayer Leverkusen                               | Ernst-Happel-Stadion, Vienne1                               |                                                             |
| 19:00           |              | (0-1) | 37eWollscheid · 56e 90+2eCastro · 59eBellarabi | Spectateurs : 43 400 Arbitrage : Fernando Teixeira Vitienes | Spectateurs : 43 400 Arbitrage : Fernando Teixeira Vitienes |
| 19:00           | Rapport      |       |                                                | Spectateurs : 43 400 Arbitrage : Fernando Teixeira Vitienes | Spectateurs : 43 400 Arbitrage : Fernando Teixeira Vitienes |

| 8 novembre 2012 | Metalist Kharkiv                              | 3–1   | Rosenborg BK | Metalist Stadium, Kharkiv |                       |
| 21:05           | Taison 4e · Cleiton Xavier 70e · Torres 90+3e | (1-1) | 42eDočkal    | Arbitrage : Matej Jug     | Arbitrage : Matej Jug |
| 21:05           | Rapport                                       |       |              | Arbitrage : Matej Jug     | Arbitrage : Matej Jug |

| 8 novembre 2012 | Bayer Leverkusen                          | 3–0   | Rapid Vienne | BayArena, Leverkusen      |                           |
| 21:05           | Hegeler 4e · Schürrle 53e · Friedrich 66e | (1-0) |              | Arbitrage : Libor Kovařík | Arbitrage : Libor Kovařík |
| 21:05           | Rapport                                   |       |              | Arbitrage : Libor Kovařík | Arbitrage : Libor Kovařík |

| 22 novembre 2012 | Rosenborg BK                               | 3 - 2 | Rapid Vienne             | Lerkendal Stadion, Trondheim  |                               |
| 19:00            | Chibuike 28e · Elyounoussi 76e · Prica 79e | (1-0) | 53e Schrammel · 66e Boyd | Arbitrage : Gediminas Mažeika | Arbitrage : Gediminas Mažeika |
| 19:00            | Rapport                                    |       |                          | Arbitrage : Gediminas Mažeika | Arbitrage : Gediminas Mažeika |

| 22 novembre 2012 | Metalist Kharkiv                   | 2 - 0 | Bayer Leverkusen | Metalist Stadium, Kharkiv  |                            |
| 19:00            | Cristaldo 46e · Cleiton Xavier 85e | (0-0) |                  | Arbitrage : Cristian Balaj | Arbitrage : Cristian Balaj |
| 19:00            | Rapport                            |       |                  | Arbitrage : Cristian Balaj | Arbitrage : Cristian Balaj |

| 6 décembre 2012 | Rapid Vienne | 1-0   | Metalist Kharkiv | Ernst-Happel-Stadion, Vienne1 |                           |
| 21:05           | Alar 13e     | (1-0) |                  | Arbitrage : Hannes Kaasik     | Arbitrage : Hannes Kaasik |
| 21:05           | Rapport      |       |                  | Arbitrage : Hannes Kaasik     | Arbitrage : Hannes Kaasik |

| 6 décembre 2012 | Bayer Leverkusen | 1-0   | Rosenborg BK | BayArena, Leverkusen         |                              |
| 21:05           | Riedel 65e       | (0-0) |              | Arbitrage : Leontios Trattou | Arbitrage : Leontios Trattou |
| 21:05           | Rapport          |       |              | Arbitrage : Leontios Trattou | Arbitrage : Leontios Trattou |

Notes
- Note 1: Le Rapid de Vienne joue ses matchs à domicile au Ernst-Happel-Stadion, à Vienne à cause de leur stade, le Gerhard-Hanappi Stadion (Vienne) qui n'est pas aux normes UEFA.
- Note 2: Le match entre le Rapid de Vienne et Rosenborg s'est joué à huis clos en raison des incidents ayant émaillé le barrage contre le PAOK Salonique[1].

## Groupe L
| Rang | Équipe          | Pts | J | G | N | P | Bp | Bc | Diff |  | Résultats (▼ dom., ► ext.) |     |     |     |     |
| ---- | --------------- | --- | - | - | - | - | -- | -- | ---- |  | -------------------------- | --- | --- | --- | --- |
| 1    | Hanovre 96      | 12  | 6 | 3 | 3 | 0 | 11 | 8  | +3   |  | Hanovre 96                 |     | 2-1 | 3-2 | 0-0 |
| 2    | Levante         | 11  | 6 | 3 | 2 | 1 | 10 | 5  | +5   |  | Levante                    | 2-2 |     | 1-0 | 3-0 |
| 3    | Helsingborgs IF | 4   | 6 | 1 | 1 | 4 | 9  | 12 | -3   |  | Helsingborgs IF            | 1-2 | 1-3 |     | 2-2 |
| 4    | FC Twente       | 4   | 6 | 0 | 4 | 2 | 5  | 10 | -5   |  | FC Twente                  | 2-2 | 0-0 | 1-3 |     |

| 20 septembre 2012 | Levante      | 1–0   | Helsingborg | Stade Ciutat de València, Valence                 |                                                   |
| 21:05             | Juanfran 40e | (1-0) |             | Spectateurs : 14 000 Arbitrage : Aleksei Kulbakov | Spectateurs : 14 000 Arbitrage : Aleksei Kulbakov |
| 21:05             | Rapport      |       |             | Spectateurs : 14 000 Arbitrage : Aleksei Kulbakov | Spectateurs : 14 000 Arbitrage : Aleksei Kulbakov |

| 20 septembre 2012 | Twente                  | 2–2   | Hanovre 96                      | De Grolsch Veste, Enschede                 |                                            |
| 21:05             | Janssen 7e · Chadli 54e | (1-0) | 67eSobiech · 73e (csc)Wisgerhof | Spectateurs : 22 500 Arbitrage : Mike Dean | Spectateurs : 22 500 Arbitrage : Mike Dean |
| 21:05             | Rapport                 |       |                                 | Spectateurs : 22 500 Arbitrage : Mike Dean | Spectateurs : 22 500 Arbitrage : Mike Dean |

| 4 octobre 2012 | Hanovre 96                       | 2–1   | Levante          | AWD-Arena, Hanovre                           |                                              |
| 19:00          | Huszti 21e (pen.) · Ya Konan 49e | (1-1) | 10e (pen.)Míchel | Spectateurs : 34 600 Arbitrage : Liran Liany | Spectateurs : 34 600 Arbitrage : Liran Liany |
| 19:00          | Rapport                          |       |                  | Spectateurs : 34 600 Arbitrage : Liran Liany | Spectateurs : 34 600 Arbitrage : Liran Liany |

| 4 octobre 2012 | Helsingborg   | 2–2   | Twente                      | Olympia, Helsingborg                         |                                              |
| 19:00          | Đurđić 7e 43e | (2-0) | 74e Bengtsson · 88e Douglas | Spectateurs : 5 578 Arbitrage : Bobby Madden | Spectateurs : 5 578 Arbitrage : Bobby Madden |
| 19:00          | Rapport       |       |                             | Spectateurs : 5 578 Arbitrage : Bobby Madden | Spectateurs : 5 578 Arbitrage : Bobby Madden |

| 25 octobre 2012 | Helsingborg  | 1–2   | Hanovre 96                 | Olympia, Helsingborg                           |                                                |
| 19:00           | Álvaro 90+1e | (0-1) | 12e Diouf · 90+3e Ya Konan | Spectateurs : 8 338 Arbitrage : Stephan Studer | Spectateurs : 8 338 Arbitrage : Stephan Studer |
| 19:00           | Rapport      |       |                            | Spectateurs : 8 338 Arbitrage : Stephan Studer | Spectateurs : 8 338 Arbitrage : Stephan Studer |

| 25 octobre 2012 | Levante                          | 3–0   | Twente | Stade Ciutat de València, Valence                     |                                                       |
| 19:00           | Míchel 59e (pen.) · Ríos 78e 88e | (0-0) |        | Spectateurs : 13 000 Arbitrage : Vladislav Bezborodov | Spectateurs : 13 000 Arbitrage : Vladislav Bezborodov |
| 19:00           | Rapport                          |       |        | Spectateurs : 13 000 Arbitrage : Vladislav Bezborodov | Spectateurs : 13 000 Arbitrage : Vladislav Bezborodov |

| 8 novembre 2012 | Hanovre 96                         | 3–2   | Helsingborg             | AWD-Arena, Hanovre                             |                                                |
| 21:05           | Diouf 3e 50e · Huszti 90+1e (pen.) | (1-0) | 59e Đurđić · 67e Bedoya | Spectateurs : 33 200 Arbitrage : Fredy Fautrel | Spectateurs : 33 200 Arbitrage : Fredy Fautrel |
| 21:05           | Rapport                            |       |                         | Spectateurs : 33 200 Arbitrage : Fredy Fautrel | Spectateurs : 33 200 Arbitrage : Fredy Fautrel |

| 8 novembre 2012 | Twente  | 0–0   | Levante | De Grolsch Veste, Enschede                    |                                               |
| 21:05           |         | (0-0) |         | Spectateurs : 19 500 Arbitrage : Tony Chapron | Spectateurs : 19 500 Arbitrage : Tony Chapron |
| 21:05           | Rapport |       |         | Spectateurs : 19 500 Arbitrage : Tony Chapron | Spectateurs : 19 500 Arbitrage : Tony Chapron |

| 22 novembre 2012 | Helsingborg | 1 - 3 | Levante                          | Olympia, Helsingborg   |                        |
| 19:00            | Sørum 89e   | (0-2) | 8e Ángel · 37e Diop · 81e Iborra | Arbitrage : Alan Kelly | Arbitrage : Alan Kelly |
| 19:00            | Rapport     |       |                                  | Arbitrage : Alan Kelly | Arbitrage : Alan Kelly |

| 22 novembre 2012 | Hanovre 96 | 0 - 0 | Twente | AWD-Arena, Hanovre                                |                                                   |
| 19:00            |            | (0-0) |        | Spectateurs : 35 800 Arbitrage : Aleksei Kulbakov | Spectateurs : 35 800 Arbitrage : Aleksei Kulbakov |
| 19:00            | Rapport    |       |        | Spectateurs : 35 800 Arbitrage : Aleksei Kulbakov | Spectateurs : 35 800 Arbitrage : Aleksei Kulbakov |

| 6 décembre 2012 | Levante                  | 2 - 2 | Hanovre 96                | Stade Ciutat de València, Valence |                             |
| 21:05           | Ángel 49e · Iborra 90+4e | (0-2) | 18e Stindl · 26e Ya Konan | Arbitrage : Alexandru Tudor       | Arbitrage : Alexandru Tudor |
| 21:05           | Rapport                  |       |                           | Arbitrage : Alexandru Tudor       | Arbitrage : Alexandru Tudor |

| 6 décembre 2012 | Twente    | 1 - 3 | Helsingborg                         | De Grolsch Veste, Enschede |                           |
| 21:05           | Tadić 74e | (0-2) | 6e Djurdić · 21e Bedoya · 67e Sørum | Arbitrage : Ilias Spathas  | Arbitrage : Ilias Spathas |
| 21:05           | Rapport   |       |                                     | Arbitrage : Ilias Spathas  | Arbitrage : Ilias Spathas |